# Парковая улица (Балашиха)
Па́рковая улица — улица в микрорайоне Балашиха-1 города Балашиха Московской области.

## История
Парковая улица сложилась примерно в 50-е годы XX века, хотя угловой дом № 5 начал строиться ещё в 1939 году. Его автором (и автором всей застройки квартала) стал архитектор А. К. Ростковский (один из создателей московской высотки на Котельнической набережной).
В 1954 году было принято решение о создании Городского парка культуры и отдыха. На месте старых лесных дорог были проложены аллеи, разбиты клумбы, газоны, установлены статуи, скамьи. С западной стороны парк как раз и ограничивала Парковая улица.

## Описание
Улица расположена в центральной части города в микрорайоне Балашиха-1 на правом берегу реки Пехорка.
Начинается от шоссе Энтузиастов около торгового центра «Вертикаль» и ресторана «Макдоналдс» (расположены с противоположной стороны шоссе) и вливается в Советскую улицу около автошколы РОСТО.
Часть Парковой улицы к югу от пересечения с улицей Крупской в середине 2000-х годов стала пешеходной после строительства Ледового дворца. Пешеходная зона состоит из двух участков — рядом с площадью Славы в южной части улицы и площадь перед Ледовым дворцом «Балашиха-Арена» в средней части улицы. Жилые дома расположены только вдоль западной стороны улицы и имеют нечётные номера. С восточной стороны улицы расположены по направлению с юга на север (от шоссе Энтузиастов): площадь Славы, торгово-развлекательный комплекс с кинотеатром «Люксор» и гостиницей East Gate Hotel, Балашиха-Арена, балашихинский городской парк культуры и отдыха, детская школа искусств имени Г. В. Свиридова. В 2016 году была проведена реконструкция улицы, в результате которой Парковая улица почти на всем протяжении стала пешеходной. Был организован автомобильный проезд для въезда во дворы с Советской улицы, проведено мощение пешеходной зоны и площадок, обустроены детские площадки, устроены высокие цветочницы, поставлены скамейки для отдыха, установлено освещение.
Парковая улица пересекает проспект Ленина и улицу Крупской. Между Парковой и Советской улицами на улице Крупской находится торговый центр «Пирамида».

## Здания и сооружения
Нечётная сторона
- № 1/11 — жилой дом (кирпичный, оштукатурен, 5 этажей, довоенной постройки). Дом находится на пересечении шоссе Энтузиастов и Парковой улицы
- № 3, 3А — ЗАО «Меттэм-Технологии»[7] (2 этажа)
- № 1 (площадь Славы) — жилой дом (кирпичный, 10 этажей, построен в 80-х годах прошлого века). Дом находится на пересечении Парковой улицы и проспекта Ленина, но почему-то имеет адрес: площадь Славы, 1. На первом этаже располагается Балашихинская центральная районная библиотека
- № 5/23 — жилой дом (кирпичный, оштукатурен, 5 этажей, довоенной постройки). Дом находится на пересечении проспекта Ленина и Парковой улицы
- № 7 — жилой дом (кирпичный, оштукатурен, 5 этажей, довоенной постройки). Дом находится на пересечении улицы Крупской и Парковой улицы. Для домов № 23/5 и 7 выполнена декоративная подсветка фасадов, обращённых к Ледовому дворцу
- № 7А — детский сад № 14 «Ручеёк» (2 этажа)
- № 9, 11 — жилые дома (из красного кирпича, 5 этажей, построены в 60-х годах XX века)
- № 13 — жилой дом (из красного кирпича, 5 этажей, построен в 60-х годах XX века). На первом этаже располагается стоматологическая поликлиника
- № 15 — жилой дом (панельный, 5 этажей, построен в 60-х годах XX века)
- № 15А — жилой дом (из красного кирпича, 5 этажей, построен в 1963 году). Дом располагается в глубине двора за домами № 13 и 15 и его часто путают с домом № 15
- № 17,19 — жилые дома (из красного кирпича, 5 этажей, построены в 60-х годах XX века)

Чётная сторона

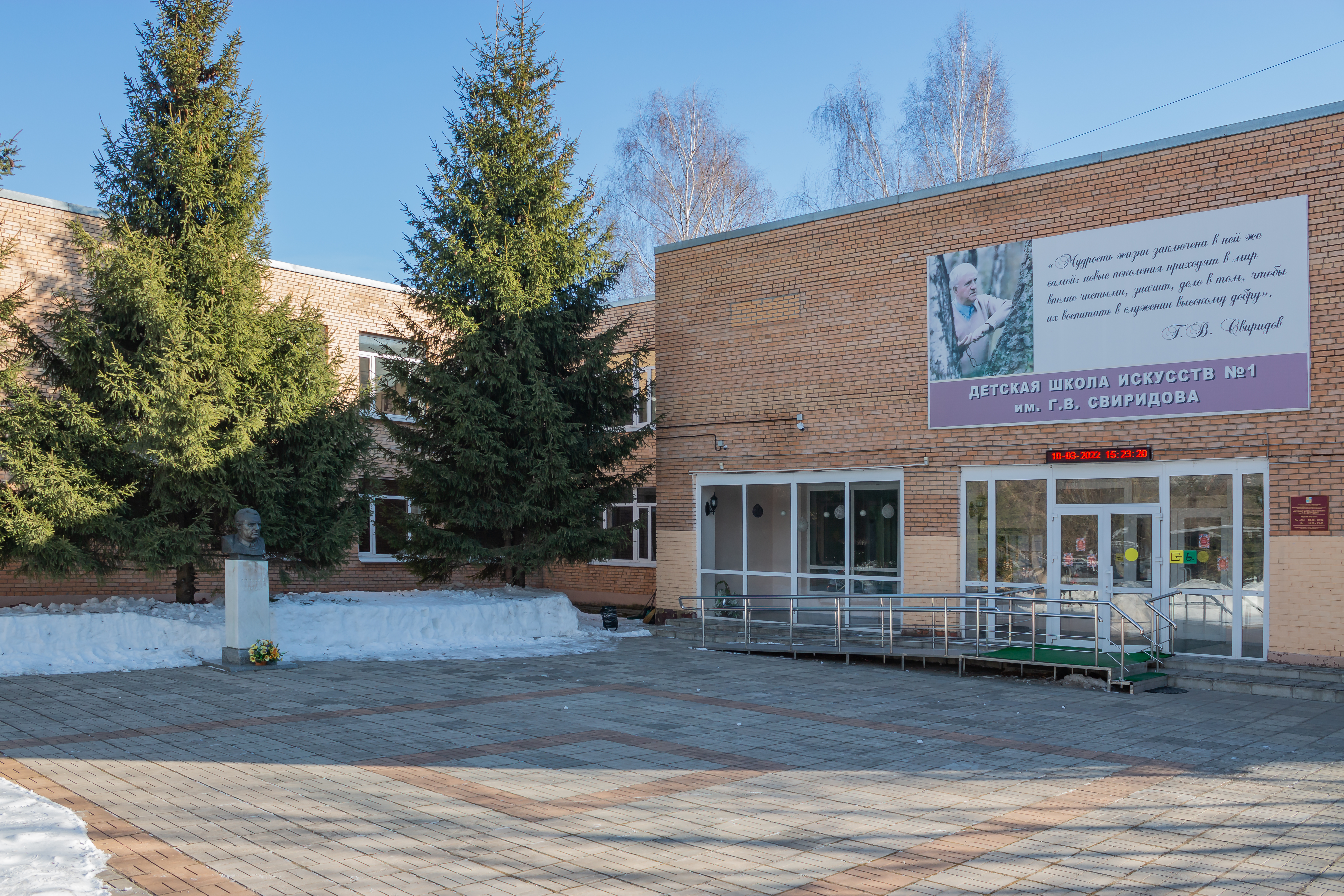
Детская школа искусств имени Г.В.Свиридова

- № 2 — ледовый дворец спорта «Балашиха-Арена»[4] (3 этажа)
- № 6 — детская школа искусств имени Г. В. Свиридова (кирпичный, 2 этажа)

## Дом Ростковского: перепланировка и её последствия
Угловой пятиэтажный дом на пересечении Парковой улицы и проспекта Ленина (пр. Ленина, № 23/5), строительство которого было начато в 1939 году, но прервано начавшейся Великой Отечественной войной, достраивал в послевоенные годы по вновь переработанному проекту известный московский архитектор А. К. Ростковский (ученик академика А. В. Щусева). Вместе с соседним жилым домом (Парковая ул., № 7) возник выразительный ансамбль, являющийся украшением площади у Ледового дворца, а также площади Славы. К середине 2000-х годов большое количество нежилых помещений (подвалов и пр.) в Балашихе было оформлено в муниципальную собственность, а после принятия нового Жилищного кодекса РФ 2005 года началась активная продажа этих помещений частным владельцам. Этот процесс коснулся и указанного уникального здания. Новые собственники нежилых помещений в подвале и на первом этаже, проводя многочисленные перепланировки, нарушили конструктивную устойчивость здания, в результате чего в 2011-2012 годы оно стало быстро приходить в аварийное состояние, что сопровождалось подвижкой грунта и появлением опасных трещин в капитальных стенах.

## Интересные факты
Во время строительства Ледового дворца в 2007 году тротуары вдоль Парковой улицы выложили итальянской клинкерной брусчаткой двух цветов (красно-коричневого и песочно-жёлтого), дома, смотрящие на Ледовый дворец, покрасили. Неокрашенным остался только дом 15А, поскольку он  с площади ледового дворца не виден. Были заасфальтированы внутридворовые проезды, дорожки во дворах выложены плиткой (правда, уже отечественного производства), смонтированы фонари и установлены скамейки, которые в том же году исчезли (часть увезли на дачи, остальные сломали).
Площадь перед Ледовым дворцом используется для проведения Дня города и других торжественных мероприятий (Только с момента открытия ледового дворца, ранее все торжественные мероприятия проводились на площади Славы и пр. Ленина). Если раньше колонны участников проходили по проспекту Ленина и выстраивались на площади Славы, то после сооружения «Балашиха-Арены» торжественное шествие отменили, и представители предприятий города, участвующие в проведении Дня города, выстраиваются непосредственно перед Ледовым дворцом.
Как сообщала «Новая газета», 5 июля 2008 года у дома № 15 по Парковой улице прошёл митинг жителей Балашихи под лозунгом: «Коррупция – враг народа!». В акции приняли участие жители из разных районов города, а также представители инициативных групп — всего около 300 человек, недовольных политикой главы городского округа Владимира Самоделова. Одной из целей было привлечение внимания общественности к проблеме коррупции в администрации Балашихи, также требовали приостановить незаконную вырубку лесопарковых зон, прекратить уже начавшиеся незаконные точечные застройки.
Другой массовый митинг на Парковой улице прошёл 2 июля 2011 года. На нём была принята развёрнутая резолюция с требованием соблюдения администрацией Балашихи и главой округа В. Г. Самоделовым законодательства Российской Федерации.
До 2007 года существовал нерегулируемый пешеходный переход через шоссе Энтузиастов, по которому можно было перейти непосредственно с Парковой улицы на противоположную сторону шоссе на Полевую улицу (мкр. Первомайка). В 2007 году переход закрыли и в настоящее время ближайший переход через шоссе Энтузиастов (регулируемый) находится в 200 м западнее в сторону Москвы напротив поста ДПС.